# 蓮菜貴子
蓮菜 貴子（はすな たかこ、1989年5月1日 - ）は、東京都出身のタレント・女優。成城大学卒業。血液型はAB型。ドレスコード所属。

## 来歴
幼少のころからクラシック・バレエを習い始め、高校のときにチアダンスの全国大会に出場し、優勝した経験を持つ。高校卒業後に本格的にタレント活動を始めた。
2013年1月、所属事務所をウエ・コーポレーションからドレスコードへ移籍。

## 出演

### 映画
- 僕らの方程式（2008年10月公開、制作：DHE 監督：内田英治）
- 携帯彼氏（2009年10月公開、制作：GONZO 監督：船曳真珠）
- ヴァンパイア・ストーリーズ BROTHERS（2011年10月公開、監督：後藤光）
- ヴァンパイア・ストーリーズ CHASERS（2011年10月公開、監督：後藤光）
- 花蓮（2014年公開、監督：五藤利弘）

### 舞台
- 恵比寿一丁目劇団第4回公演『BS FIR-STAR HOSPITAL』（2008年9月27日-9月28日、銀座小劇場、演出・脚本：馬場誠）
- 一歩堂2010年新春公演『ぐつぐつ』（2010年1月28日-1月31日、新宿・シアターブラッツ、原作：柳家小ゑん、脚本：島敏光、演出：大塚晴彦）-モナ役
- 東京ガールズシアター第1回公演『GIRLS BE AMBITIOUS！』（2010年3月4日〜7日、渋谷 TAKE OFF 7）
- FLYING PIRATES ネバーランド漂流記-featuringGUY'S-（2010年4月8日〜11日、銀座みゆき館劇場）
- オフィスインベーダープロデュース公演『100LIFE ワンハンドレッドライフ』（2010年4月23日〜25日、前進座劇場）
- 神田時来組『改訂版!!そして龍馬は殺された』（2010年11月18日〜23日、シアターサンモール）
- 『ドリームレスキュー 言うことナース』（2011年6月28日〜7月3日、新宿シアター・ミラクル）
- 『Girls in a Cycle』（2012年3月29日〜4月1日、新宿タイニイアリス）
- 『銀のほのおの国』（2012年8月1日〜3日、座・高円寺2）
- 『不思議な町の王子様　―第二章―』（2013年2月20日〜24日、シアターサンモール）
- 演劇ユニットMOSH 05『理由なき反抗』（2013年5月28日〜6月2日、シアターKASSAI）
- 平成時代劇 萬屋錦之助一座『高松心中〜坊主と花魁の四十九日〜』（2014年4月8日〜22日、シアターグリーンBASE THEATER）

### CM
- 早稲田アカデミー（2006年）
- ライオン『リキッドトップ』（2007年）
- 全国農業協同組合連合会『居酒屋編』（2009年）

### テレビ番組
情報・バラエティ番組
- easy sports（テレビ朝日、2009年12月14日-2009年12月18日、ゲストランナーとして大井埠頭中央海浜公園から勝島までを走る）
- ツボ娘（TBS、2010年11月8日）
- 竹村尚子の燃え萌え株っ娘マーケット（BS12、2011年11月〜12月、レギュラー）
- 全力坂（テレビ朝日、2012年1月12日/18日）

テレビドラマ
- 妄想捜査〜桑潟幸一のスタイリッシュな生活（テレビ朝日、2012年1月29日、第2話）

### ラジオ番組
- ゴー・ゴー!チキンズ PART2（NHK-FM、2010年8月、第7話・第9話）

### DVD
- あなたの知らない怖い話3（2012年2月、主演）

### PV
- 2007年10月 Buono! 『ホントのじぶん』
- 2008年 2月 アンティック-珈琲店- 『Cherry咲く勇気!!』